# 光生館
光生館（こうせいかん）は、日本の出版社。生活・教育・福祉などの書籍を扱う。1942年創立。2005年、中川誠一が社長に就任し、中川廣一が会長に就任した。
2024年5月に破産手続開始決定を受けた。